# Mission Interalliée de Contrôle des Usines et des Mines
Die Mission Interalliée de Contrôle des Usines et des Mines, Abkürzung MICUM, deutsch Interalliierte Kontrollkommission für die Hütten und Bergwerke, war ein interalliiertes Organ unter französischer, belgischer und italienischer Beteiligung, das zur Ruhrbesetzung 1923 geschaffen worden war, um die Leistungsfähigkeit von Zechen und Fabriken im rheinisch-westfälischen Industriegebiet zur Erbringung deutscher Reparationen nach dem Ersten Weltkrieg zu prüfen. Das Wirken dieser Kommission stand im historischen Kontext der Ruhrfrage und der geopolitischen Situation nach dem Versailler Vertrag. 

## Geschichte
Die Kommission bestand aus 72 Fachleuten, hauptsächlich Ingenieuren: 64 Franzosen, sechs Belgier und zwei Italiener. Ihr Präsident war zunächst Émile Coste (1864–1945), ein hoher Beamter des französischen Ministeriums für öffentliche Arbeiten und Mitglied einer von Jacques Seydoux im französischen Außenministerium geleiteten Arbeitsgruppe, ab März 1923 Paul Frantzen (1880–1935), ein französischer Bergwerksingenieur. Alle Fachleute waren von der Haute Commission Interalliée des Territoires Rhénans (HCITR), von Ministerien oder der Privatwirtschaft abgestellt. Die Kommission war formal unabhängig von der HCITR und sollte während der Ruhrbesetzung die tatsächliche Leistungsfähigkeit der Gruben und Fabriken im Ruhrgebiet feststellen. Insbesondere überprüfte sie die Programme des Rheinisch-Westfälischen Kohlensyndikats in Essen, welches die Reparationslasten auf die einzelnen Gruben verteilt hatte. Gegebenenfalls sollte die MICUM neue Reparationspläne aufstellen. Zur Unterstützung der Arbeit der MICUM entsandten Frankreich und Belgien ein Expeditionskorps, das zusammen mit der Kommission unter Berufung auf § 18 der Anlage II des Teils VIII des Versailler Vertrags am 11. Januar 1923 in das Einsatzgebiet einrückte.
Die Arbeit der MICUM traf auf unerwartete Schwierigkeiten. Zum einen hatte das Kohlensyndikat, das Hauptziel der Nachforschungen, zwei Tage vor Beginn der Ruhrbesetzung seine gesamten Unterlagen nach Hamburg geschafft. Zum anderen hatte die Reichsregierung unter Wilhelm Cuno einen passiven Widerstand gegen die Ruhrbesetzung erklärt, dem eine Massenbewegung folgte. Jedem Beamten war es verboten, Anweisungen der Besatzer entgegenzunehmen.

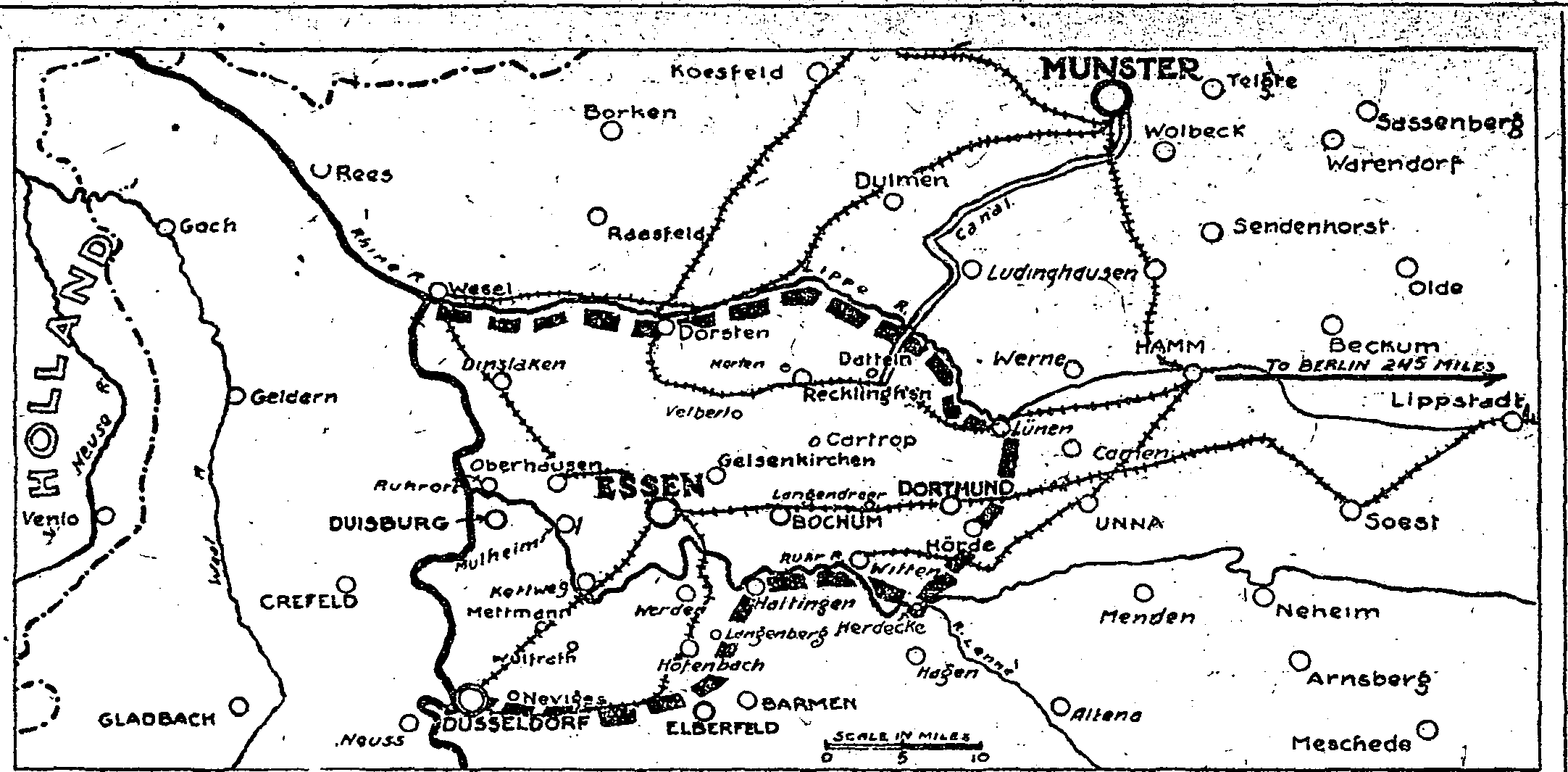
The Complete French Invasion in the Ruhr District, Illustration zur Ruhrbesetzung in der New York Times vom 18. Januar 1923

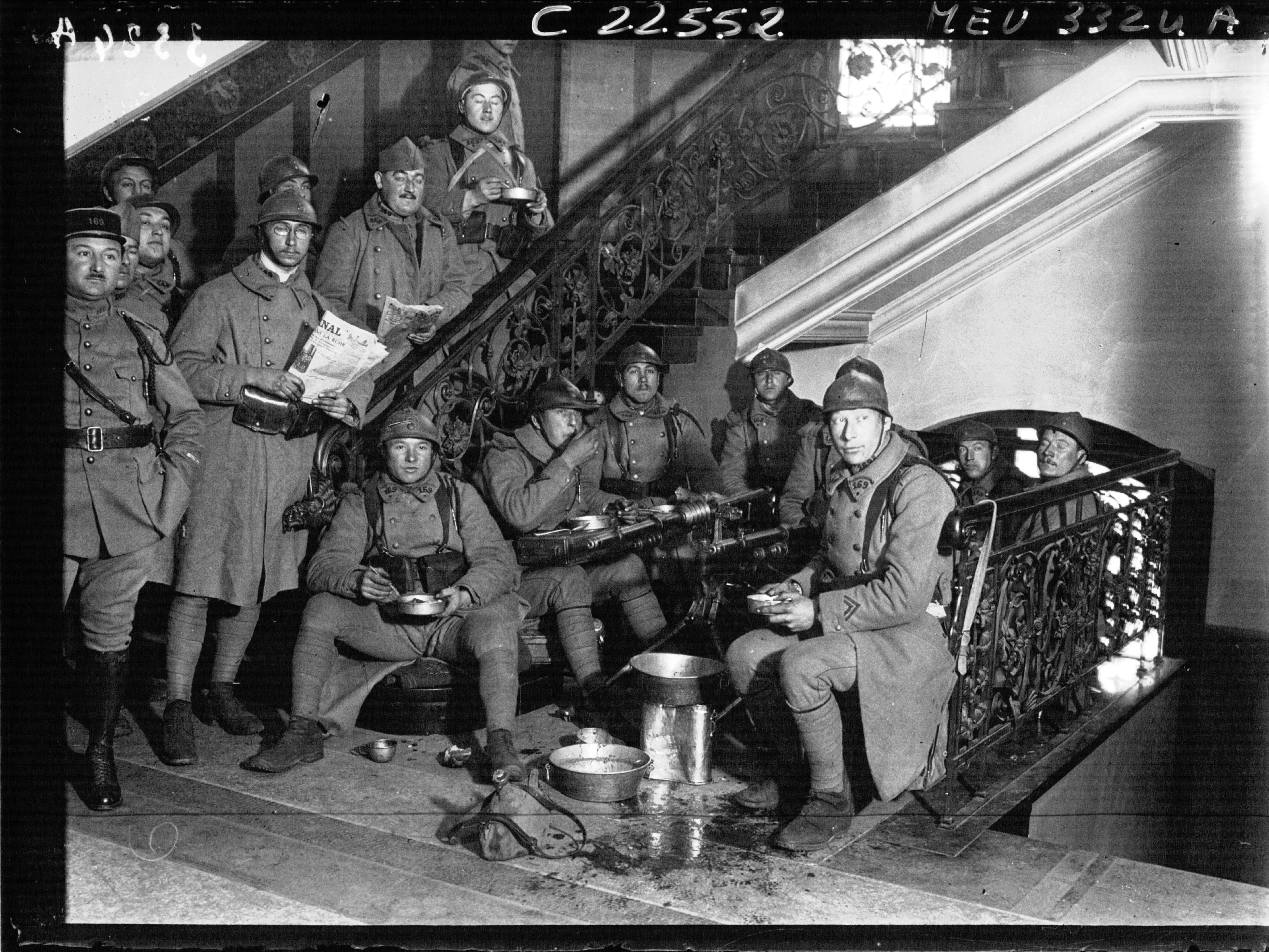
Französische Soldaten im Verwaltungsgebäude des Rheinisch-Westfälischen Kohlen-Syndikats in Essen, 1923

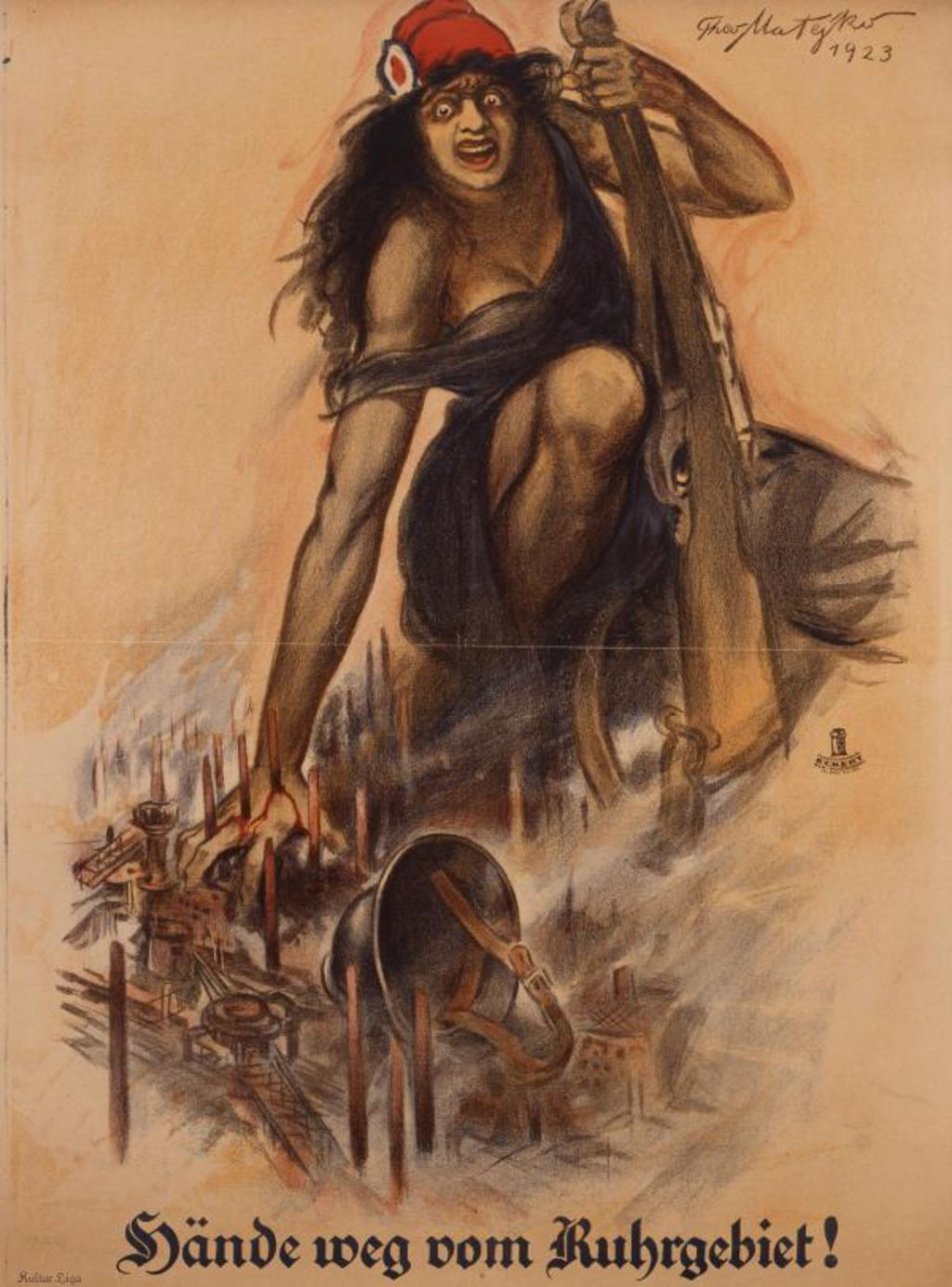
Hände weg vom Ruhrgebiet! – antifranzösisches Protestplakat, Theo Matejko, 1923

Um den Widerstand zu brechen, ließ das französische Besetzungsregime unter General Jean-Marie Degoutte, dessen operative Leitung vor Ort in Bezug auf zivile Stellen in den Händen von Joseph Denvignes im Düsseldorfer Stahlhof lag, widerständige Beamte und exponiertes Eisenbahnpersonal ausweisen. Zwischen Januar und November 1923 waren von diesen Ausweisungen 147.000 Deutsche betroffen. Zudem wurden Zechen, Kokereien und wenig später auch Eisen- und Stahlwerke stillgelegt. Außerdem riegelte französisches und belgisches Militär das besetzte Gebiet vom übrigen Reichsgebiet wirtschaftlich ab. Die so entstandene innerdeutsche Zollgrenze beschränkte die Ausfuhr bestimmter Güter (besonders Kohlen), nicht jedoch Lebensmittellieferungen. Innerhalb des abgeriegelten Gebiets wurden Steuer- und Zolleinnahmen sowie die Gewinne aus den staatlichen Domänen (vor allem Forste und Bergwerke) als Reparationen gepfändet, um auf Regierungsstellen und Bevölkerung Druck auszuüben. Im Rahmen des Besatzungsregimes versuchte die von Ministerpräsident Raymond Poincaré geleitete französische Strategie neben der wirtschaftlichen Abtrennung der besetzten Gebiete vom Reich auch deren politische Abspaltung vorzubereiten. Frankreich übernahm, formal unter Aufsicht der Alliierten und mit französischem und belgischen Personal, die Eisenbahnregie über die Strecken im besetzten Gebiet und unternahm Versuche zur Schaffung einer neuen Währung. 
Vermittlungsbemühungen, die nach dem Rücktritt des Reichskanzlers Cuno und dem Regierungsantritt Gustav Stresemanns am 13. August 1923 eingesetzt hatten, verliefen zunächst ergebnislos. Am 26. September 1923 verkündete die Regierung Stresemann die Beendigung des passiven Widerstandes, dessen Finanzierung den Reichshaushalt mit täglich 40 Millionen Goldmark belastet hatte und nun den Hauptgrund für die Entstehung einer Hyperinflation bildete. Unverändert weigerte sich die Reparationskommission jedoch, mit der Reichsregierung über Kohlenlieferungen zu verhandeln. In dieser Situation schloss die MICUM Lieferverträge mit einzelnen Zechen ab. Dadurch entstanden Verhandlungen zwischen der MICUM und dem Zechenverband mit dem Ziel, eine Gesamtlösung zu erreichen.
Großbritannien und die Vereinigten Staaten, die das Vorgehen Frankreichs bereits von Anfang an kritisch beurteilt hatten, wollten das Geschehen nicht mehr weiter hinnehmen. So stellte die Londoner Regierung unter Stanley Baldwin in einer Note vom 11. August 1923 erstmals die Rechtmäßigkeit der Ruhrbesetzung in Frage und US-Präsident Warren G. Harding schlug erneut die Einsetzung einer Expertenkommission oder einer Regierungskonferenz zur Lösung der Reparationsfrage vor. 
Die französische Regierung ließ sich von ihrem Kurs dadurch jedoch zunächst nicht abbringen. In einem gemeinsamen Bericht vom 20. Dezember 1923 forderten das französische Außenministerium, die HCITR und die MICUM gar eine Beteiligung französischer Unternehmen an deutschen Bergwerken. Diese Forderung löste Befürchtungen aus, es könne ein deutsch-französischer Wirtschaftsblock entstehen, zumal sich unter Führung des deutschen Industriellen Hugo Stinnes eine sogenannte Sechserkommission gebildet hatte, die in Verträgen zu einem MICUM-Abkommen im Begriff war, sich mit der MICUM auf einen Rahmen für die Wiederaufnahme der Arbeit der rheinisch-westfälischen Schwerindustrie zu einigen. Bereits im Juni 1923 hatte der Kölner Stahlhändler Otto Wolff dem französischen Zivilgouverneur Devignes eine Annäherung und Anbindung des rheinisch-westfälischen Raum an Frankreich vorgeschlagen.
Das MICUM-Abkommen, das in einer Reihe von Verträgen bis zum 3. September 1924 ausverhandelt wurde, trug schon während seiner Entstehung dazu bei, die wirtschaftliche und politische Situation zu stabilisieren. Parallel wirkte die Reichsregierung darauf hin, dass soziale Unruhen und separatistische Tendenzen im Rheinland, die Frankreich indirekt unterstützt hatte, niedergeschlagen wurden. Innen- wie außenpolitisch verlor unterdessen der französische Ministerpräsident Poincaré Unterstützung für seine Linie in der Ruhrpolitik. Auch wenn per Saldo im Zuge der Ruhrbesetzung von Frankreich mehr Geld eingenommen als ausgegeben wurde, hatten die Ereignisse auch die französische Kohlenversorgung, Wirtschaft und Währung in Mitleidenschaft gezogen und die Welt gegen Frankreich aufgebracht. In der Reparationsfrage hatte die Ruhrbesetzung keinen wirklichen Durchbruch erzielt. Erst der am 16. August 1924 unterzeichnete Dawes-Plan, der auf Druck der Vereinigten Staaten in der Londoner Konferenz verhandelt worden war, führte zu einer internationalen Regelung dieser Frage. Im Juli/August 1925 beendete Frankreich die Ruhrbesetzung.